# اولیویر ان سیابامفومو
اولیویر ان سیابامفومو (انگلیسی: Olivier N'Siabamfumu؛ زادهٔ ۱۷ مارس ۱۹۸۶) بازیکن فوتبال اهل فرانسه است.
از باشگاه‌هایی که در آن بازی کرده‌است می‌توان به باشگاه فوتبال آسکولی، باشگاه فوتبال رن، باشگاه فوتبال کروتونه، و باشگاه فوتبال آ. ا. ک آتن اشاره کرد.
وی همچنین در تیم‌های ملی فوتبال زیر ۱۹ سال فرانسه و جمهوری دموکراتیک کنگو بازی کرده‌است.